# Eric Campbell
Alfred Eric Campbell (Sale, Cheshire, avui Gran Manchester, 26 d'abril de 1879 - Los Angeles, 20 de desembre de 1917) va ser un actor anglès. Va ser un membre clau del conjunt cinematogràfic de Charlie Chaplin, interpretant invariablement un mató intimidatori, i va aparèixer en onze de les pel·lícules de Chaplin abans de morir en un accident de cotxe als 38 anys. És objecte d'un documental del cineasta Kevin Macdonald.

## Carrera
Campbell va començar a actuar en "fit-ups" (teatres locals) a Escòcia i Gal·les, interpretant papers melodramàtics. En aquest escenari va ser descobert per Fred Karno, l'empresari anglès que va quedar impressionat per la mida i la veu de baríton de Campbell i el va portar a Londres per actuar a l'estil de la comèdia de clatellades.
Campbell va viatjar a Nova York el 1914, seguint a Chaplin i al seu llavors aprenent Stan Laurel, que s'hi havia traslladat el 1913. Campbell aviat es va establir als Estats Units com a actor teatral. El 1916 Chaplin, a Nova York per signar el seu contracte amb Mutual, va veure Campbell en una obra de teatre a Broadway. Posteriorment, Chaplin el va convidar a Hollywood per unir-se al repartiment d'actors de les 12 pel·lícules de Mutual que Chaplin havia estat contractat per fer.
La primera pel·lícula de Campbell amb Chaplin va ser The Floorwalker (1916). En ella va aconseguir el reconeixement per l'"escena de les escales mecàniques", en la qual perseguia a Chaplin en uns grans magatzems. Va ser en la seva segona pel·lícula junts, The Fireman (1916), que Campbell va desenvolupar el paper que va aparèixer en tot el seu treball amb Chaplin. Un home alt que fa 1,96 m. i amb un pes d'uns 136 kg, es va convertir en el mató i complement còmic del petit vagabund. El seu millor paper és probablement a Easy Street (1917), en què, com un mató brutal, doblega un fanal de ferro colat en angle recte per intimidar el policia interpretat per Chaplin. Campbell va perfeccionar el seu maquillatge d'ulls ferotgement amenaçador quan actuava a The Mikado de Gilbert i Sullivan abans d'entrar a la indústria del cinema.
Quan va acabar el contracte de Chaplin amb Mutual, va signar un altre amb First National, amb la intenció de portar Campbell amb ell. Entre pel·lícules, Chaplin va prestar Campbell a Mary Pickford, que el va escollir per a Amarilly of Clothes-Line Alley (1918).

## Vida personal
El 9 de juliol de 1917, la seva dona va morir sobtadament d'un atac de cor després de sopar en un restaurant de Santa Mònica a prop de casa seva. Caminant cap a una botiga propera per comprar un vestit de dol, la seva filla Una, de 16 anys, va ser atropellada per un cotxe i va resultar ferida greument. Encara de dol, en una festa del 12 de setembre donada per a l'home publicitari d'Artcraft Studio, Pete Schmid, Campbell va conèixer Pearl Gilman, una còmica de petit vodevil amb una reputació familiar de caçafortunes. S'havia casat amb l'hereu dels dolços Charles W. Alisky el 1912, i uns anys més tard es va divorciar i es va casar amb un altre home ric, Theodore Arnreiter. La seva germana Mabelle estava casada amb l'ancià magnat de l'acer William Ellis Corey, propietari d'U.S. Steel . Només cinc dies després de conèixer-se, Campbell i Gilman Alisky-Arnreiter es van casar a casa d'Elaine Hardy al 824 5th Street de Santa Mònica. La seva filla Una, encara recuperant-se a casa d'un amic a Santa Monica Canyon, no va ser informada del casament durant diverses setmanes. Menys de dos mesos després de casar-se amb ell, Gilman Alisky-Arnreiter el va demandar per divorci, al·legant que havia abusat d'ella amb el seu consum d'alcohol i insults. Va sortir del seu bungalow de Santa Mònica i va entrar al Los Angeles Athletic Club, ocupant una habitació al costat del seu millor amic Chaplin.

## Mort
En una festa de repartiment, Campbell es va emborratxar i va conduir cap a casa a les 4 de la matinada, va estavellar el seu cotxe i va morir com a conseqüència.
Les seves cendres van romandre sense reclamar durant més de 30 anys fins que es van enterrar en un lloc desconegut al cementiri de Rosedale.
Una Campbell, l'única filla de l'actor, va tornar al Regne Unit per viure amb uns familiars a Nottingham després de la mort del seu pare. Es va casar amb Philip O. Bull a Lewisham el 1930 i va morir a Croydon el 1967.

## Llegat
El documental de 1996, Chaplin's Goliath: In Search of Scotland's Forgotten Star, escrit i dirigit per Kevin MacDonald, va explorar la vida i l'obra de Campbell. Durant la realització de la pel·lícula, es va col·locar una placa commemorativa de Campbell al cementiri de Rosedale, i una altra al Museu de Castle House a Castle Gardens, Dunoon.

## Filmografia

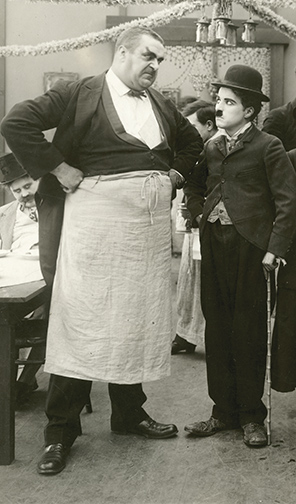
Amb Charlie Chaplin a The Immigrant (1917)

| Any  | Títol                                   | Paper                       | Notes                                    |
| ---- | --------------------------------------- | --------------------------- | ---------------------------------------- |
| 1916 | The Floorwalker                         | Gerent de la botiga         | Curt                                     |
| 1916 | The Fireman                             | Cap d'obra de la Brigada    | Curt                                     |
| 1916 | The Vagabond                            | Capità gitano               | Curt                                     |
| 1916 | The Count                               | Un Sastre                   | Curt                                     |
| 1916 | The Pawnshop                            | lladre                      | Curt                                     |
| 1916 | Behind the Screen                       | Goliat (un tramoista)       | Curt                                     |
| 1916 | The Risk                                | Sr. Stout, admirador d'Edna | Curt                                     |
| 1917 | Easy Street                             | El Bully                    | Curt                                     |
| 1917 | The Cure                                | Home amb gota               | Curt                                     |
| 1917 | The Immigrant                           | El cap de cambrer           | Curt                                     |
| 1917 | The Adventurer                          | El pretendent               | Curt                                     |
| 1918 | How To Make Movies (pel·lícula inèdita) | Golfista                    | Sense acreditar, (paper final en cinema) |